# خط سی (متروی لس آنجلس)
خط سی (انگلیسی: C Line) یا خط سبز  یکی از خطوط متروی لس آنجلس است که در سال ۱۹۹۵ تأسیس شده‌است.
این خط که دارای ۱۴ ایستگاه و ۳۲٫۲ کیلومتر طول است از ایستگاه ردوندو بیچ شروع و در ایستگاه نورواک به پایان می‌رسد.

## نگارخانه

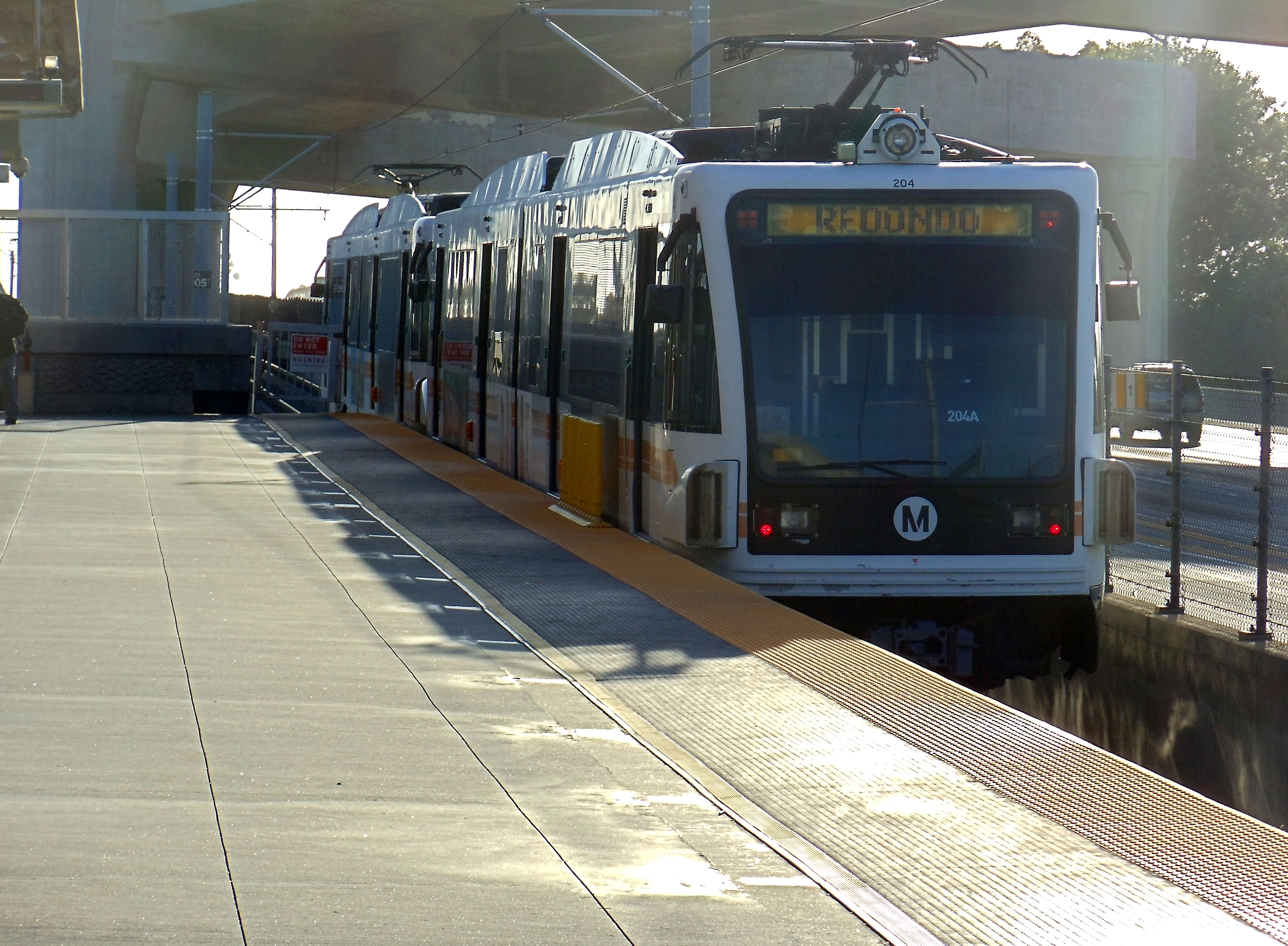
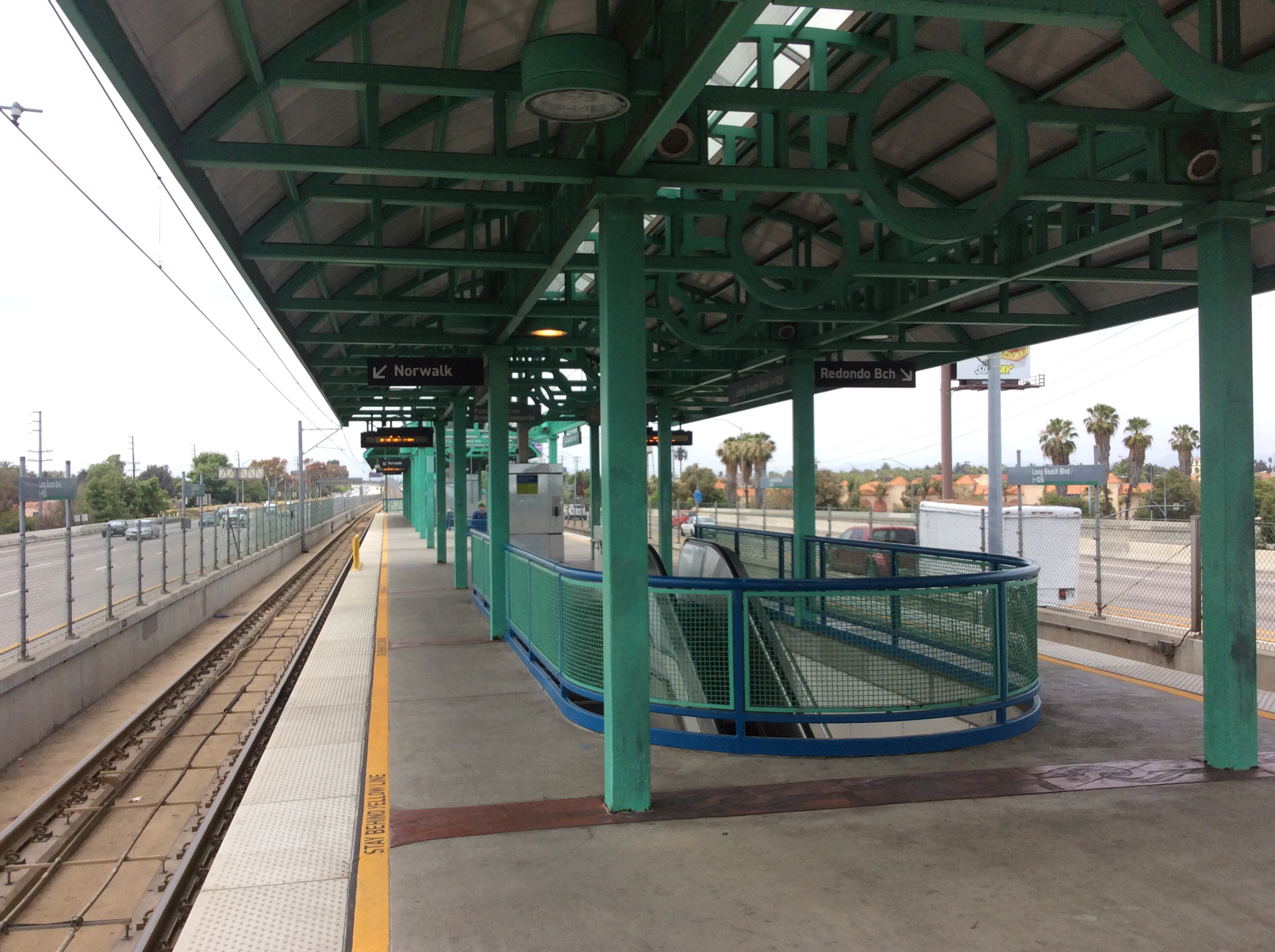
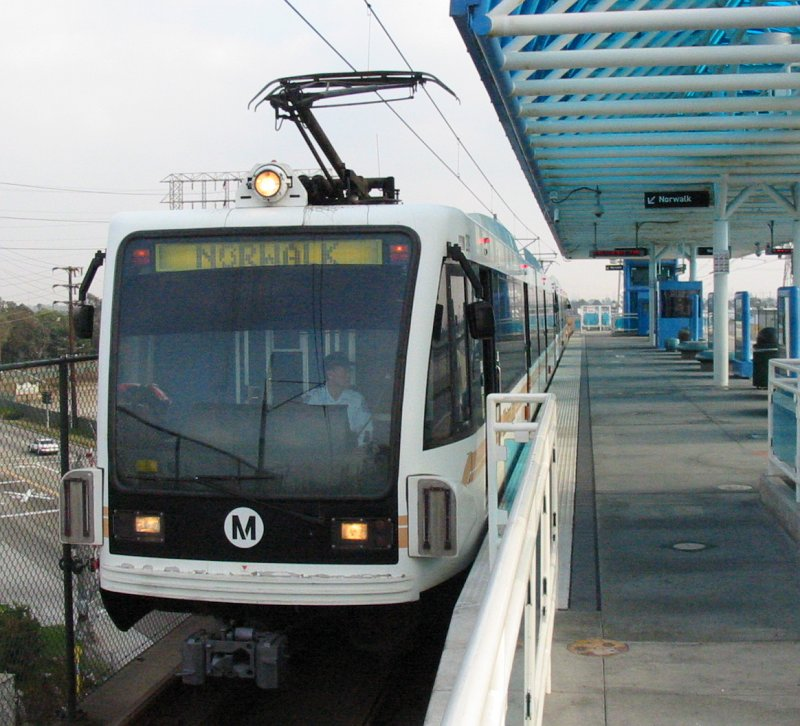
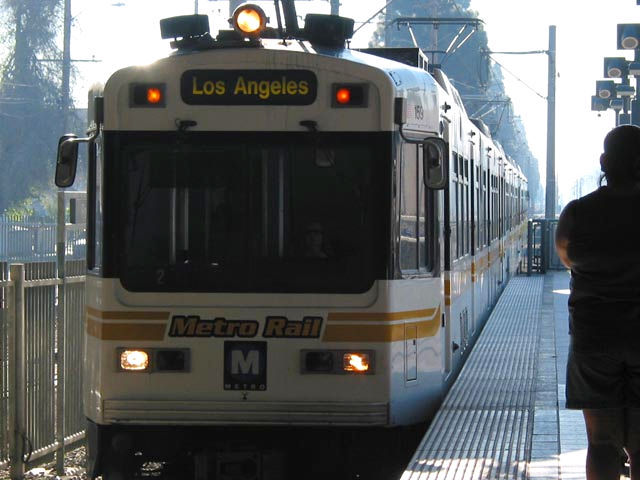